# Algoritmo embrulho para presente

Ilustração do algoritmo do embrulho de presentes

O algoritmo de embrulho para presente ou do embrulho de presentes (gift wrapping) é um algoritmo que serve para encontrar o fecho convexo de um conjunto de pontos em dimensões arbitrárias. Trata-se de uma generalização do algoritmo de Jarvis, desenvolvida por Chand e Kapur.